# Visaltia
Visaltia (in greco Βισαλτία?) è un comune della Grecia situato nella periferia della Macedonia Centrale (unità periferica di Serres) con 23.158 abitanti secondo i dati del censimento 2001.
A seguito della riforma amministrativa detta Programma Callicrate in vigore dal gennaio 2011 che ha abolito le prefetture e accorpato numerosi comuni, la superficie del comune è ora di 658 km² e la popolazione è passata da 8.563 a 23.158 abitanti.
Con tale riforma, il nuovo comune di Visaltia unì i seguenti 4 comuni preesistenti, che divennero quindi "unità municipali":
- Achinos
- Nigrita
- Tragilos
- Visaltia